# イギリス航空軍団
航空軍団（こうくうぐんだん、英語: RAF Air Command）とは、イギリス空軍で唯一活動中の軍団である。
航空軍団の編成は、2007年3月15日デス・ブラウン国防大臣が議会へ公示した。2007年4月1日に航空軍団は、打撃軍団と人事・訓練軍団を統合して創設された。
国防大臣は、航空軍団が空軍部隊最高司令官1名とその副官2名に指揮され、本部をバッキンガムシャーのハイ・ウィッカム空軍基地に設置することを承認した。2011年に空軍部隊最高司令官が廃止され、空軍参謀総長が指揮を執る。
軍団の指揮下には常設の3個航空群があり、かつて打撃軍団に編成されていた第1航空群と第2航空群、そして人事・訓練軍団に置かれていた第22航空群で構成されている。

## 空軍部隊最高司令官
Air Officer Commanding-in-Chief
- クライブ・ローダー空軍大将 (Sir Clive Loader) 2007 - 2009
- クリス・モラン空軍大将 (Sir Chris Moran) 2009 - 2010

## 作戦・副司令官
Deputy Commander-in-Chief (Operations)
- イアン・マクニコル空軍中将 (Iain McNicoll) 2007 - 2010

## 人事・副司令官
Deputy Commander-in-Chief (Personnel)
- スティーブン・ドルトン空軍中将 (Stephen Dalton) 2007 - 2009
- サイモン・ブライアント空軍中将 (Simon Bryant) 2009 - 2010